# 鶴崎町
鶴崎町（つるさきまち）は大分県の東部、大分郡に属していた町。現在の大分市東部、日豊本線鶴崎駅周辺にあたる。

## 地理
- 河川：大野川、乙津川、小中島川

## 歴史
- 1889年（明治22年）4月1日 - 町村制の施行により、鶴崎町、小中島村が合併して発足。
- 1938年（昭和13年）4月1日 - 別保村を編入。
- 1943年（昭和18年）4月1日 - 三佐村を編入。
- 1944年（昭和19年）2月11日 - 桃園村を編入。
- 1954年（昭和29年）3月31日 - 川添村・高田村・松岡村・明治村と合併して鶴崎市が発足。同日鶴崎町廃止。

## 交通

### 鉄道路線
- 日本国有鉄道
  - 日豊本線
    - 鶴崎駅

## 出身著名人
- 磯辺包義（鶴崎村出身、大日本帝国海軍軍人、貴族院勅選議員）
- 磯辺弥一郎（鶴崎村出身、国民英学会創立者）